# Hanatarash
Hanatarash (ハナタラシ)) est un groupe de musique bruitiste japonais formé en 1984, composé de Yamantaka Eye, le futur leader de Boredoms, du guitariste de Zeni Geva, Mitsuru Tabata, et de Taketani Ikuo. Il cesse ses activités en 1998.
Le groupe est principalement connu pour ses performances extrêmement violentes et dangereuses, notamment lorsqu'Eye conduit un tractopelle à travers une salle de concert en 1985. En raison de ces performances, le groupe est interdit dans la plupart des salles de concert japonaises de 1985 jusqu'en 1990, quand Eye promet d'adopter un comportement plus modéré.

## Historique
Hanatarash est formé par Yamantaka Eye, Taketani Ikuo et Mitsuru Tabata (guitariste de Zeni Geva) en 1984. Leur performance la plus notoire a lieu en 1985 au club Toritsu Kasei Super Loft à Tokyo, où Eye conduit un tractopelle abandonné à travers la salle. Il endommage gravement les lieux et provoque une situation dangereuse en répandant du carburant au sol.
Lors d'un autre spectacle, Eye se blesse à la jambe avec une tronçonneuse et terrorise le public en projetant des morceaux de métal dans sa direction. Lors d'une autre performance, il mutile un animal mort,. 
Le groupe est rapidement interdit dans la plupart des salles en raison de son extrême violence scénique, jusqu'en 1990, lorsqu'Eye promet d'adopter un comportement plus raisonnable.
À partir de 1985, le groupe sort trois albums éponymes.
En 1989, Ron Lessard (en) du label RRRecords (en) publie une démo cassette de Hanatarash sur vinyle sans attendre la bande master qu'Eye comptait envoyer. Cette méprise, due aux différences culturelles et linguistiques entre le musicien japonais et le label américain, devient légendaire parmi les fans.
Le groupe cesse ses activités en 1998.

## Style
Hanatarash sont affiliés à la scène japanoise,. Ils utilisent un grand nombre d'objets incongrus pour faire du bruit, notamment des outils électriques comme des perceuses ainsi que des machines de chantier imposantes. Malgré la brutalité spectaculaire et le chaos de leurs prestations, le bruit produit par la destruction d'objets non amplifiés est souvent couvert par les cris du public.
Ils sont inspirés par la scène industrielle allemande, notamment par Einstürzende Neubauten.

## Discographie
- Hanatarashi LP (Alchemy, 1985)
- 2 LP (Alchemy, 1988)

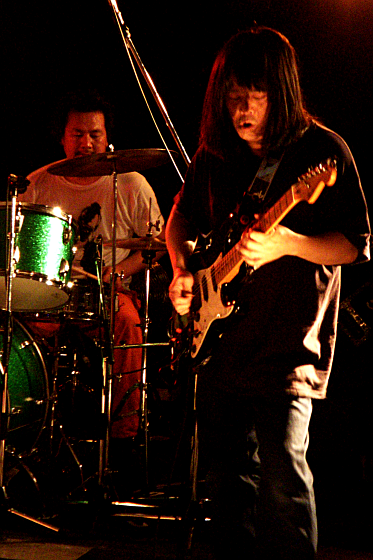
Tabata Mitsuru en concert avec Zeni Geva

- 3 LP (RRRecords, 1989) CD (RRRecords, 1992)
- The Hanatarash and His eYe 7" (Public Bath, 1992)
- 4: AIDS-a-Delic CD (Public Bath, 1994)
- 5: We Are 0:00 CD (Shock City, Trattoria, 1996)